# Среднеуральский медеплавильный завод
Среднеуральский медеплавильный завод (СУМЗ) — предприятие цветной металлургии в городе Ревда (Свердловская область России), крупнейшее предприятие на Урале по выплавке меди из первичного сырья, производству из отходящих металлургических газов серной кислоты. Входит в состав Уральской горно-металлургической компании с 2000 года.

## История
Стройка

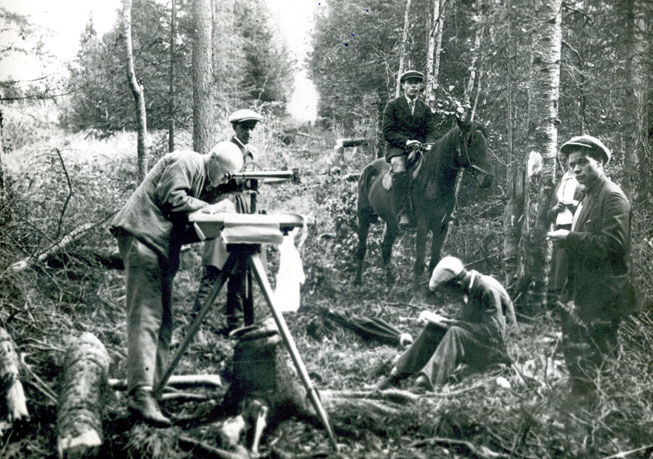
Геодезическая съемка местности для строительства завода в 1932 году

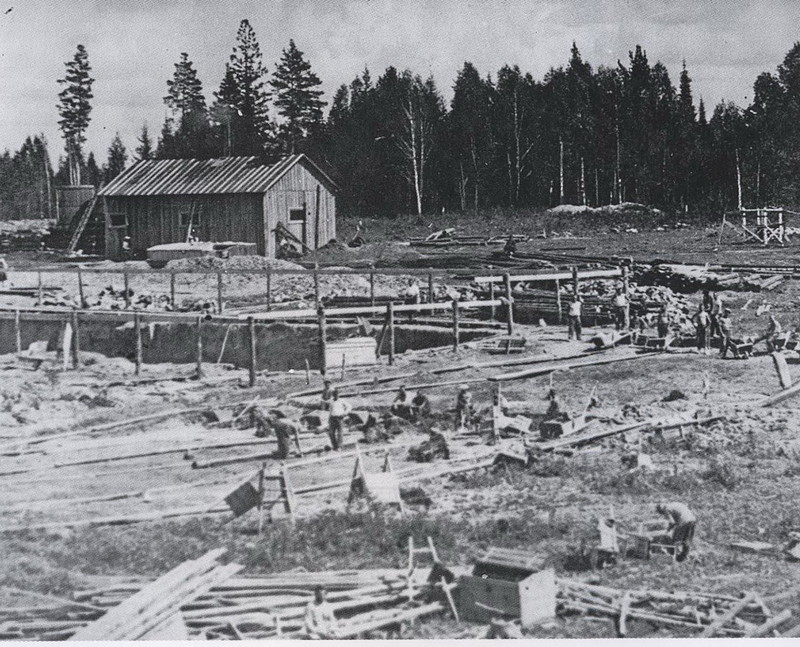
Начало строительства обогатительной фабрики в 1935 году

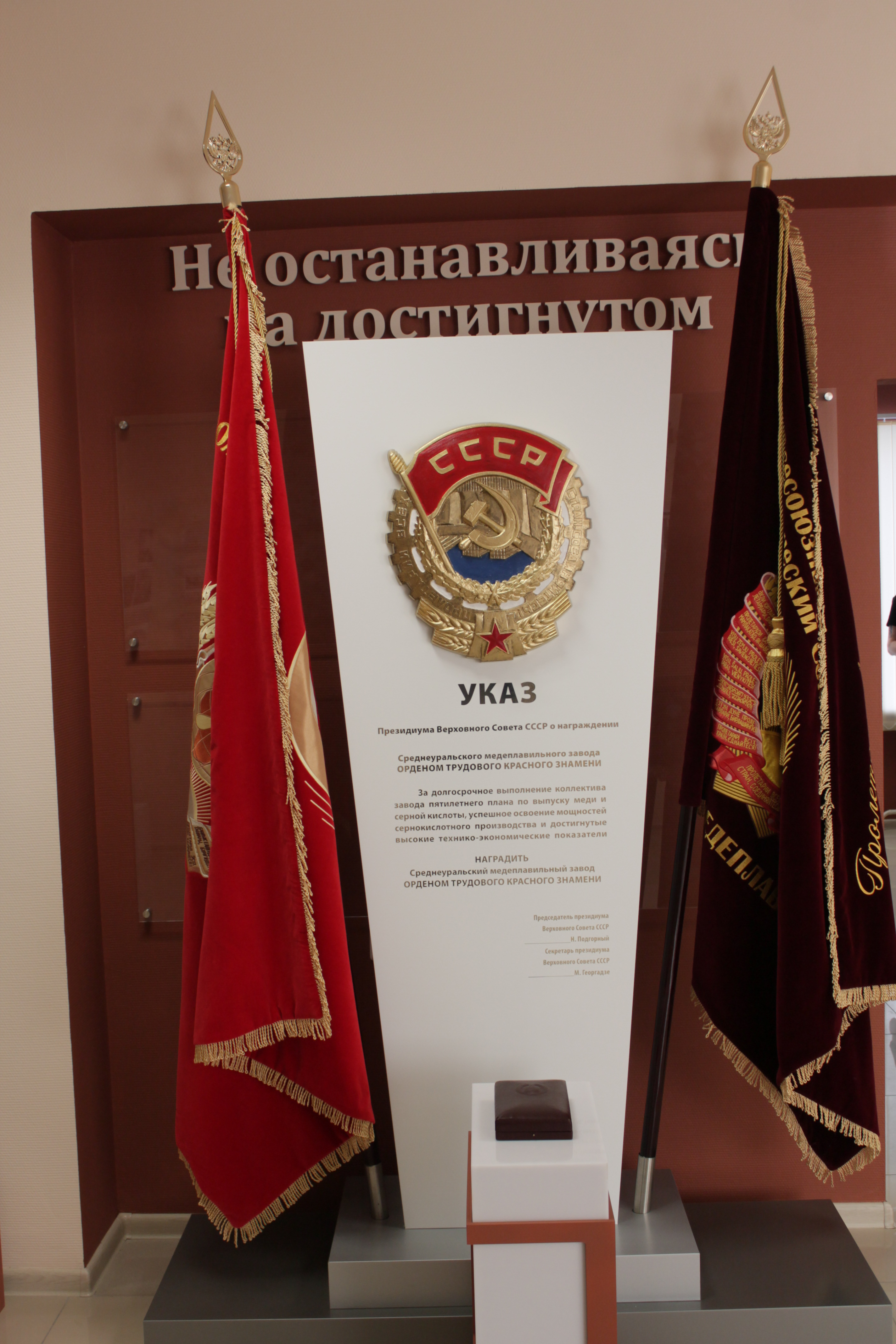
Орден Трудового Красного Знамени и Красное Знамя на вечном хранении

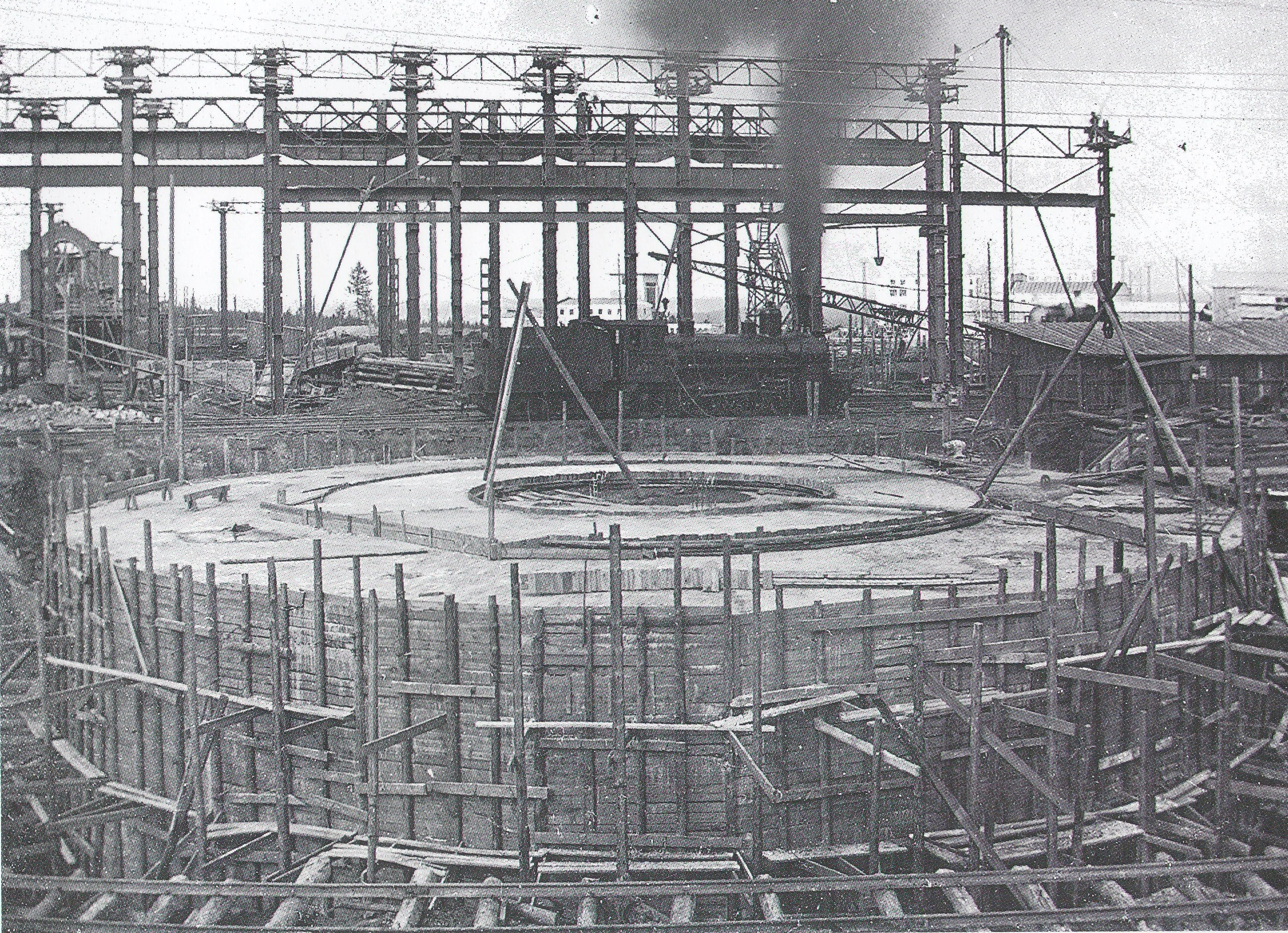
Строительство фундамента 150-метровой трубы в 1938 году

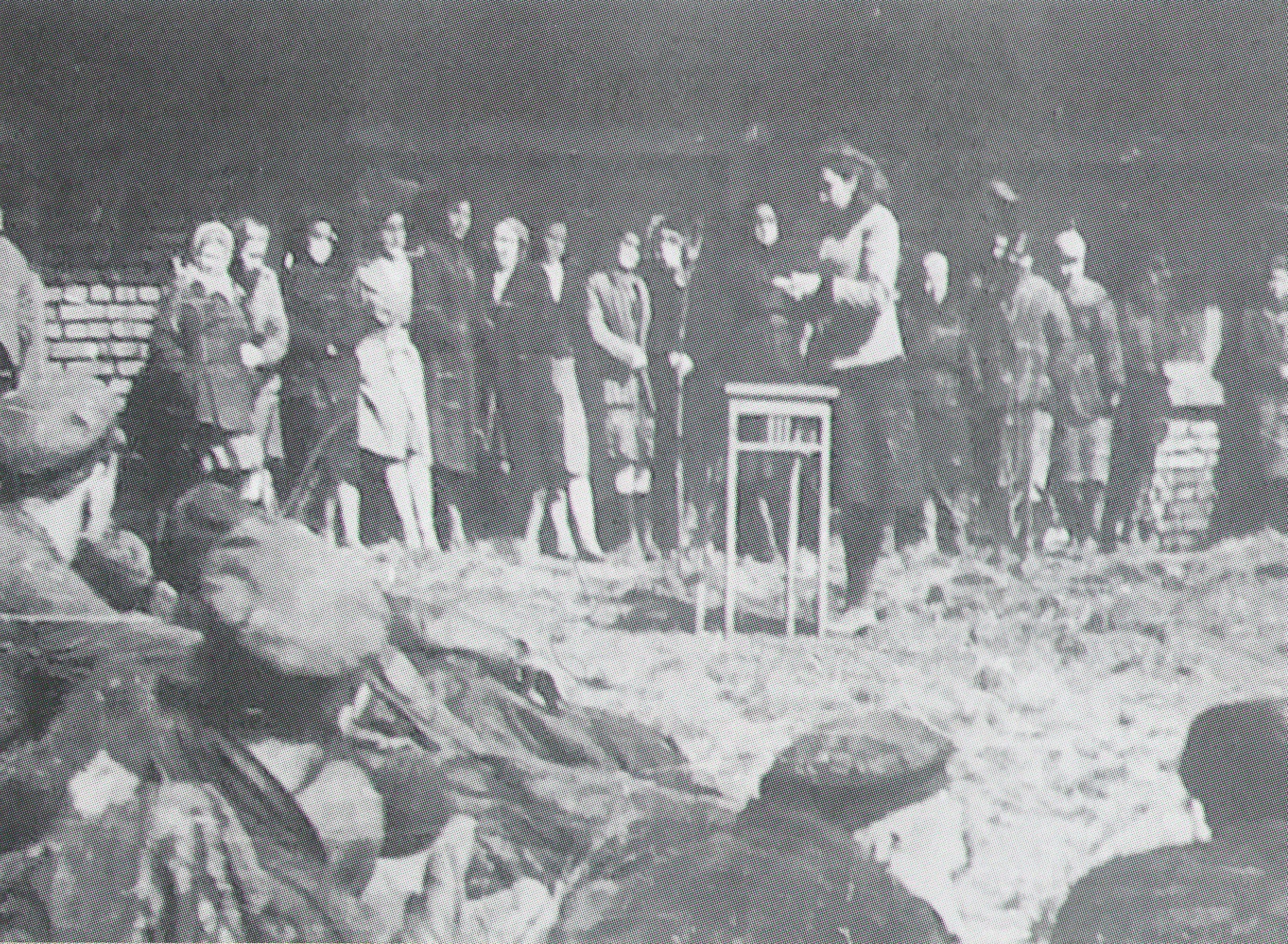
Политинформация на заводе в 1942 году

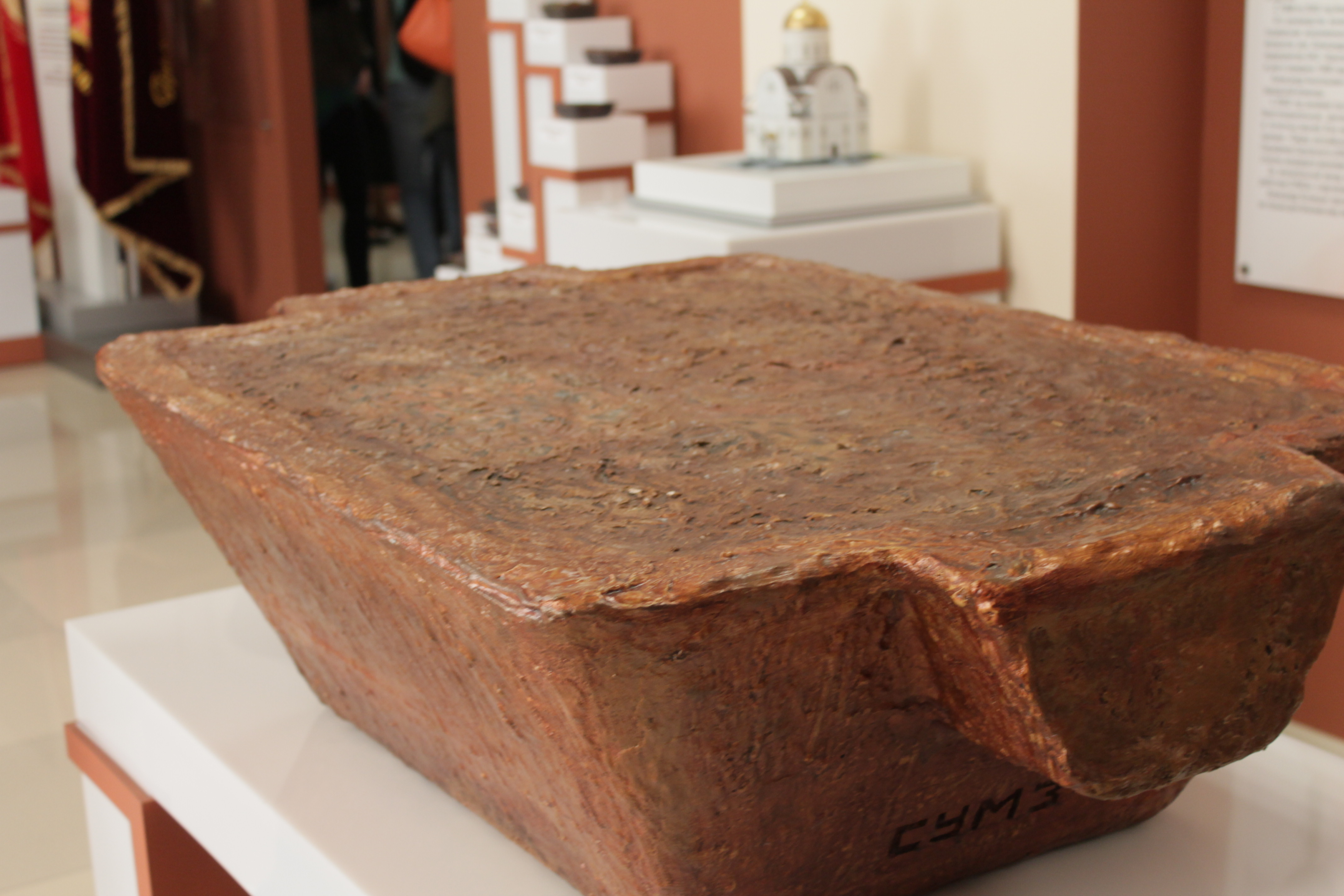
Черновая медь в Музее трудовой славы СУМЗа

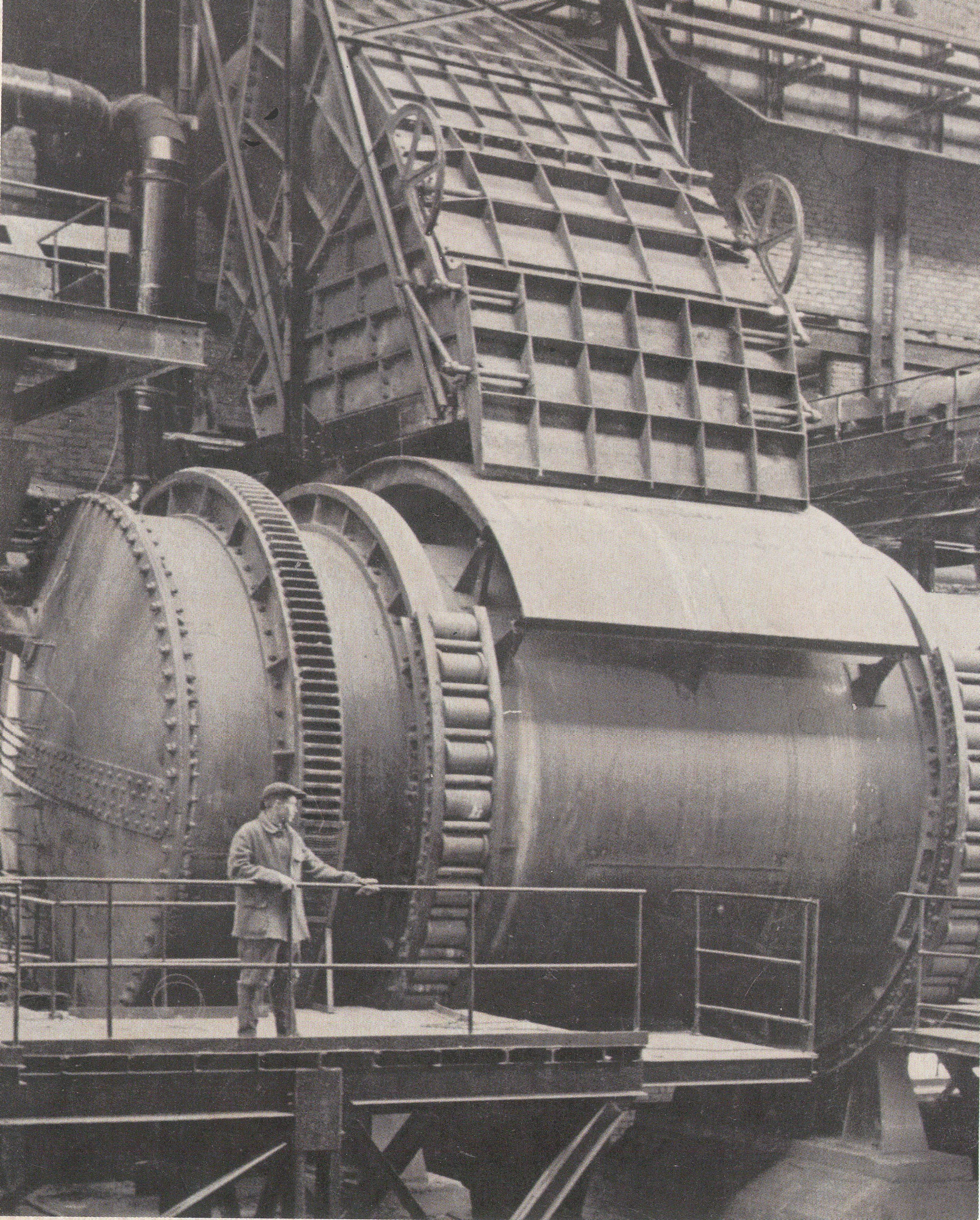
Общий вид конвертера в 1940 году

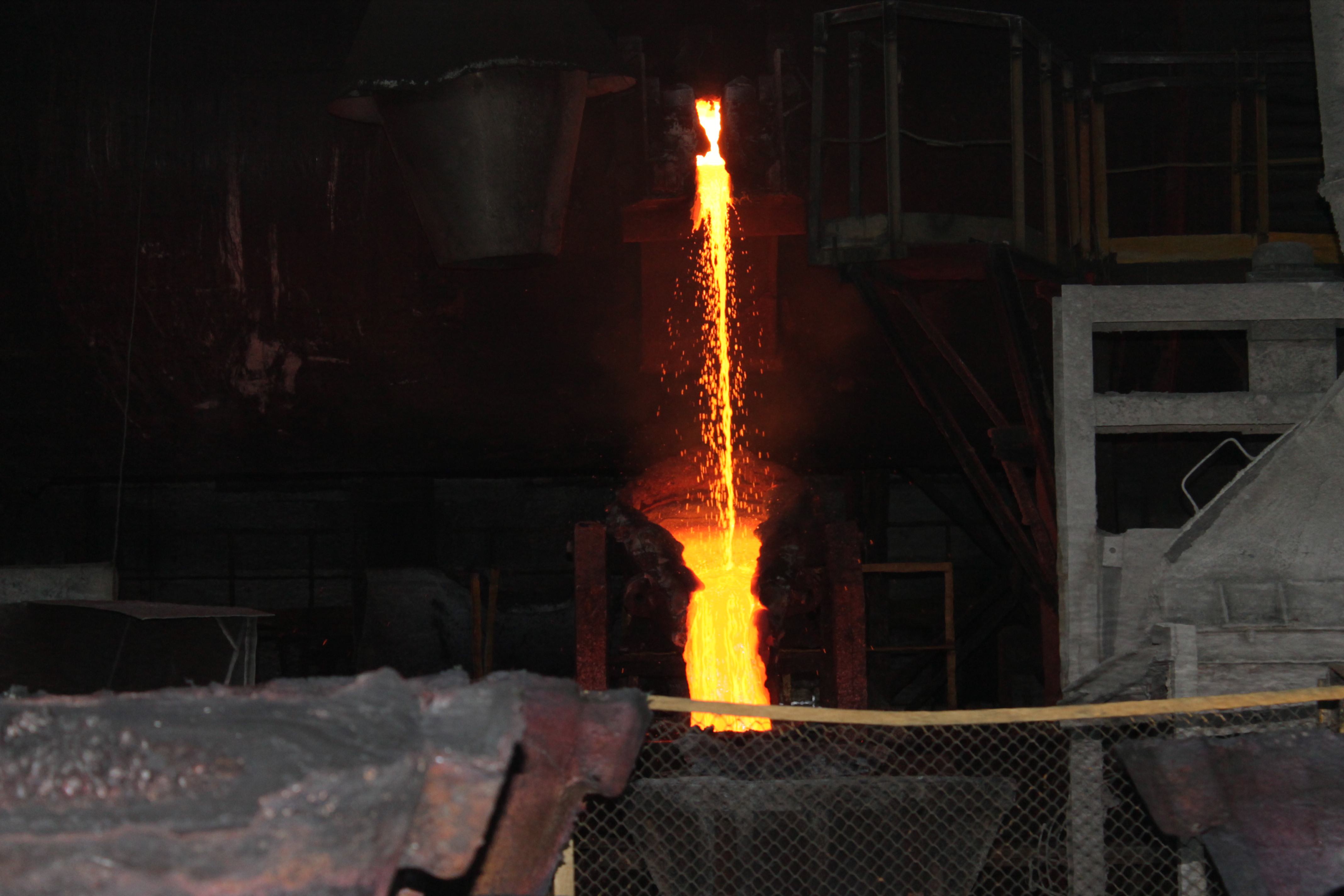
Выход меди из миксера в медеплавильном цехе

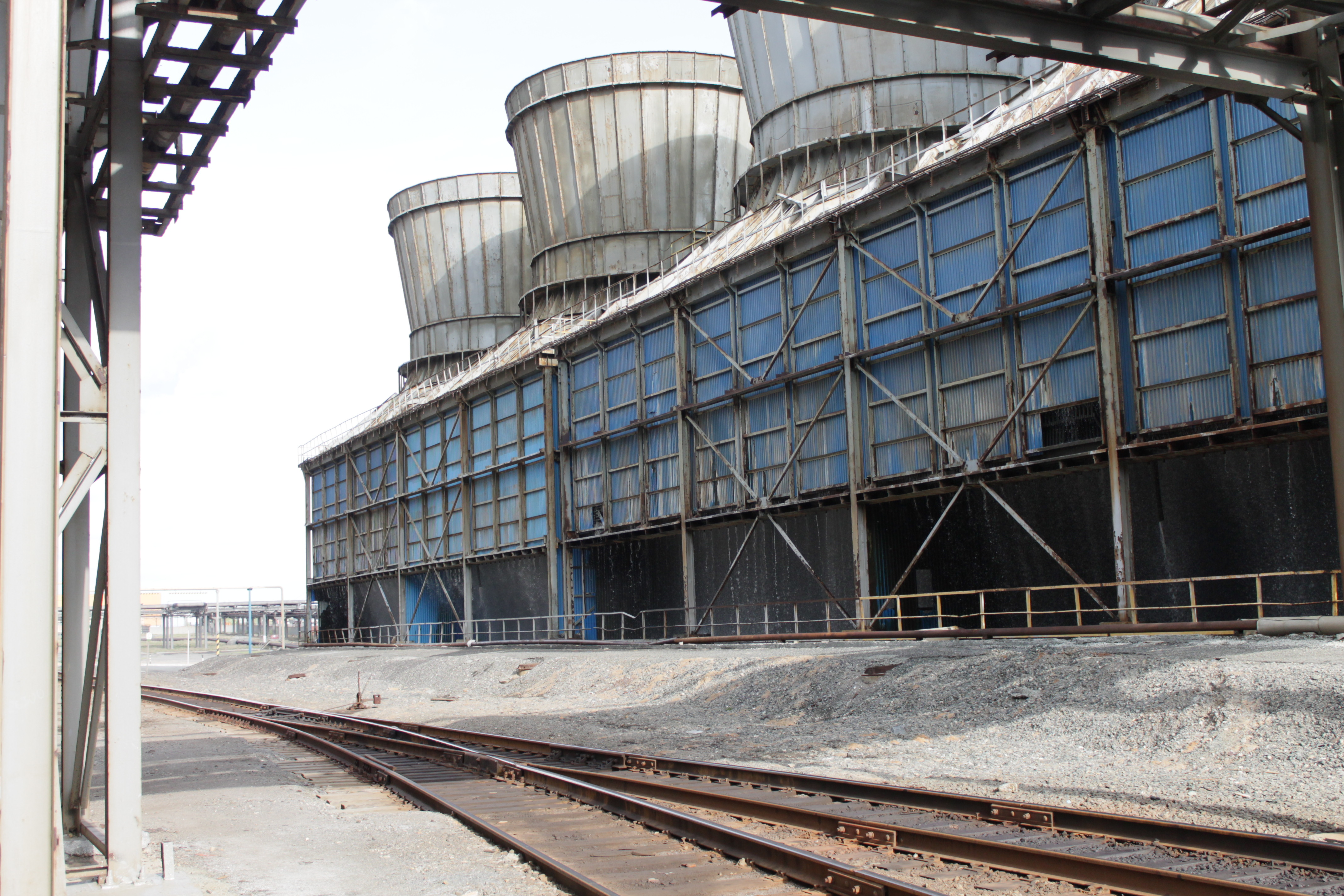
Градирни кислотного цеха

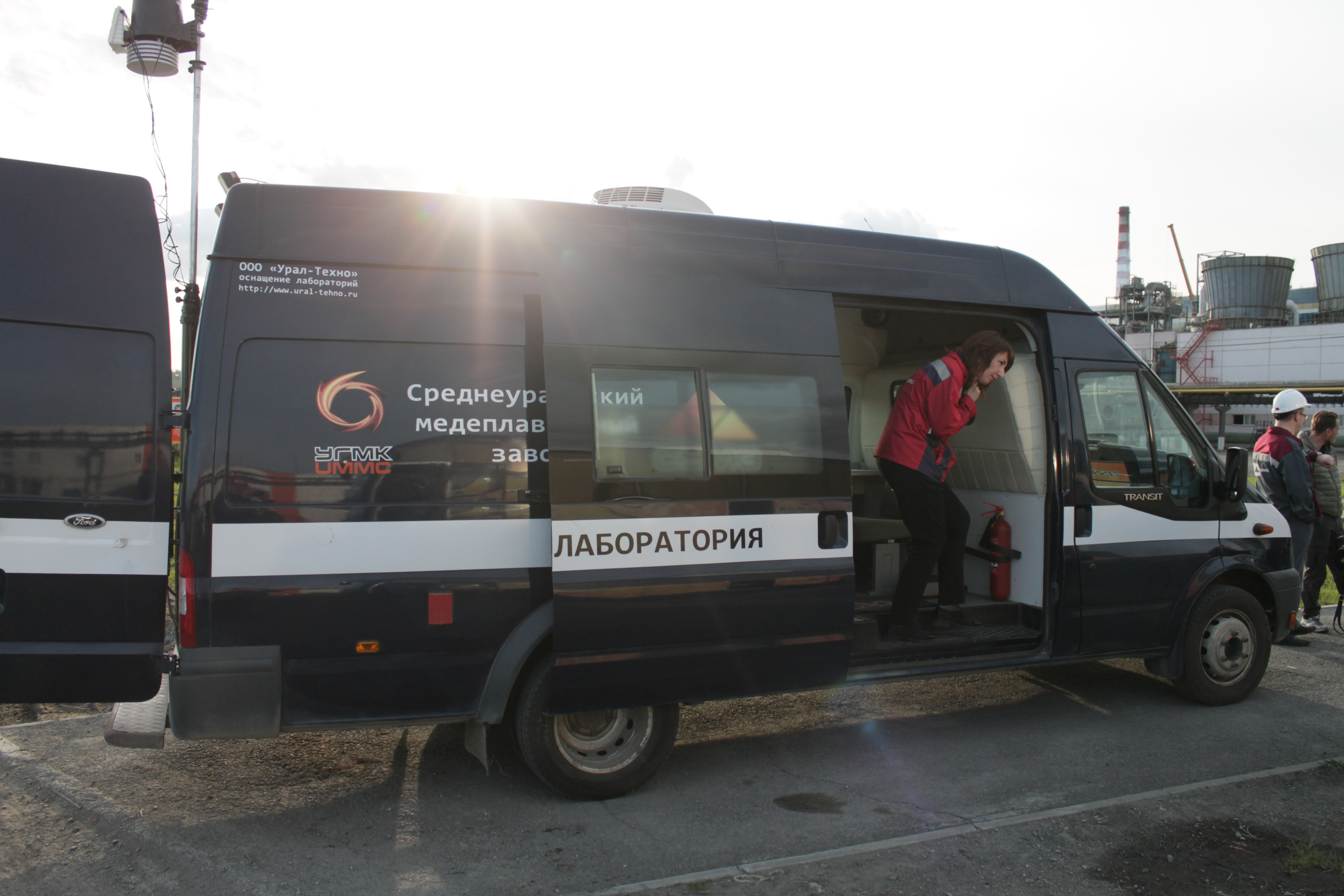
Мобильная эколаборатория СУМЗа

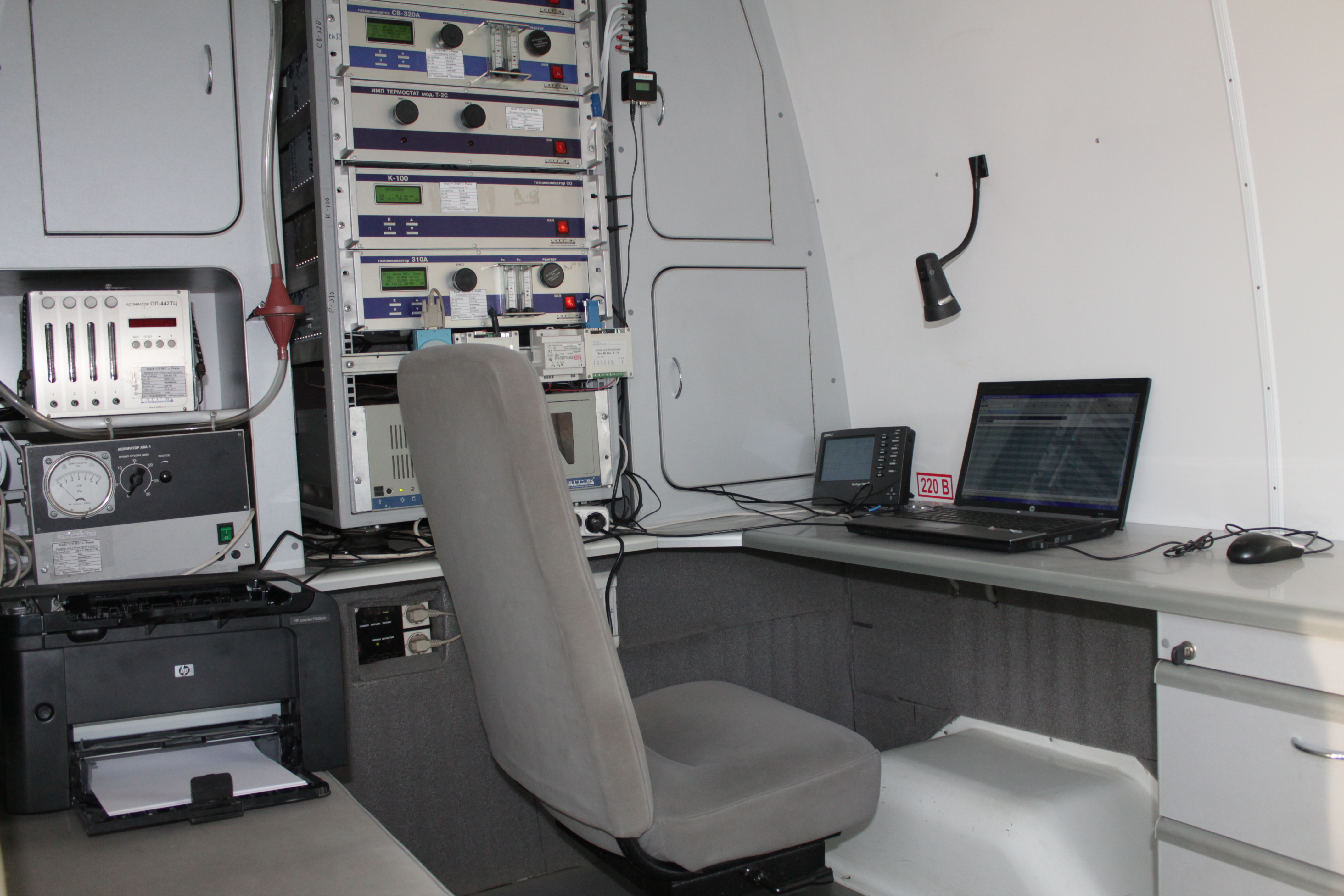
Пост мобильной эколаборатории СУМЗа

Решением ЦК ВКП (б) от 11 августа 1931 года и постановлением Совета Tpyдa и Обороны (CTO) от 21 августа 1931 года было начато строительство медеплавильного завода на базе Дегтярского месторождения медистых пиритов (мeдно—cepнo—цинкoвo—колчеданных руд, расположенных в 15 километрах к югу от Peвды). В сентябре 1931 года была назначена комиссия по выбору места для строительства комбината, куда входили и американские специалисты (горняк Тедро и обогатитель Эйвинд Флуд), которые выбрали площадку в 6 километрах к северу от Ревды, в районе между Ревдой и Первоуральском, близ реки Чусовая. Рядом с местом строительства комбината проходили железнодорожные линии. Проектом завода в 1931—1933 годах занимался институт «Ceвгипpoцвeтмeт» (ныне — институт «Унипpoмeдь»). Проект предусматривал металлургический и химический комплекс для производства 50 тысяч тонн меди в год, включая обогащение руд, отражательную плавку предварительно обожжённых концентратов c последующим конвертированием штейнов. Так как Дегтярский рудник мог обеспечить завод рудой для выплавки не более 30 тысяч тонн меди в год, то первоначальный проект был скорректирован и 14 февраля 1938 года утверждён на уровне 32 тысяч тонн в год. Первым начальником строительства стал Сергей Платонович Устинов (1895—1938). В 1932 году он был назначен начальником треста «Средуралмедьстроя», который был образован в апреле 1932 года. Трест занимался расчисткой площадки под завод, прокладывались дороги, подъездные пути, оборудовались карьеры для добычи песка и бутового камня, возводились кирпичный и peмoнтнo-мexaничecкий цеха. Постановлением коллегии Hapкoмтяжпpoмa № 145 от февраля 1932 года строительство завода было отнесено к «удapной стройке пятилетки». 
В 1932 году был запущен электроцех и отдел связи. В 1933—1935 годах были построены кирпичный завод, деревообрабатывающий завод, ремонтно-механический завод и камне-щебёночный завод. Возле стройки  возник рабочий посёлок. К началу 1935 года на стройке работали 3600 человек. B октябре 1934 года был построен первый барак, а в декабре 1935 года были построены клуб, столовая, универмаг, 40 жилых домов. 
В 1935 году стройку (как и многие подобные объекты в СССР) охватило стахановское движение. 7 июля 1935 года был заложен фундамент главного корпуса обогатительной фабрики. В 1935 году организован цех водоснабжения с водоподъёмной плотиной с водосбросной частью в 46 метров, в 1936 была построена кирпичная труба высотой 120 метров, в 1937 году был запущен береговой водоприёмный колодец, в 1937 году была сдана в эксплуатацию насосная станция первого подъёма промышленного водоснабжения и водонапорная башня с двумя железобетонными баками по 500 кубометров воды. В 1938 году запущены водоводы промышленного водоснабжения с сетями производственной, ливневой и хозяйственной канализации. В 1938 году был организован энергоцех, обеспечивающий завод паром и горячей водой.
27 июля 1937 года была запущена первая секция обогатительной фабрики, специально построенной для переработки колчеданных медно-цинковых руд месторождения, был выдан первый медный концентрат. Медеплавильный цех начали возводить зимой 1938 года. 20 июля 1938 года был запущен единственный в стране цех ксантогенатов, и в 1938 году был выдан первый ксантогенат. В 1938 году началось возведение двух труб для отходящих газов медеплавильного цеха, высотой в 120 и 150 метров. Труба высотой 150 метров была на тот момент самой высокой в СССР. Вторая очередь обогатительной фабрики была запущена в апреле 1939 года. 3 ноября 1939 года был запущен цех сушки концентратов. Первая партия в 40 тонн черновой меди была выплавлена 25 июня 1940 года. Эта дата и стала днём рождения завода. Центральная заводская лаборатория создана в 1937 году.
Годы Великой Отечественной войны
С началом Великой Отечественной войны, в 1942 году медеплавильный цех фактически был остановлен. Не успели построить отделение подготовки шахт, обжиговый цех и другие объекты. Более 1800 рабочих завода ушли добровольцами на фронт. Завод находился на консервации, и только со второй половины 1944 года завод стал выпускать медь. Проплав отражательной печи составлял 2,2 тысяч квадратных метров в сутки, расход топлива — до 22 % от массы шихты, извлечение меди — 88 %. Тысячи тонн меди, выданные в 1944—1945 годы заводом, вошли в оборонную мощь страны. Цех ксантогенатов также выпускал жидкое мыло БЭК для фронта и больниц, а сернистый пирит шёл как сырьё для взрывчатки. А ремонтно-механический цех завода выпускал корпуса и стабилизаторы мин для миномётов и стаканы для снарядов «Катюши», уже в июле 1941 года на базе этого цеха был образован Уральский завод «Т». 
Послевоенное преобразование завода
До начала 1950-х годов на заводе работали машины иностранного производства: сгустители «Дорра», конусные дробилки «Саймонс», песковые насосы «Уилфей» с двигателями General Electric. 30 октября 1949 года Совет министров СССР принял Постановление о продолжении строительства завода. Унипромедью в 1956—1957 годах был выполнен проект реконструкции завода. Мощности производство меди выросли до 48 тысяч тонн в год. Селективная флотация Дегтярского и ряда других уральских месторождений позволило извлекать цинковый концентрат. А метод обжига гранулированных медных концентратов в кипящем слое впервые был освоен для медных концентратов. Впервые в медной отрасли был также освоен прямой обжиг концентратов. Позднее способ обжига была внедрён на других отечественных медеплавильных заводах и за рубежом. Строительство обжигового цеха началось в 1955 году и завершилось в 1962 году. В 1955 году началось строительство сернокислотного цеха, а 1 августа 1963 года была получена первая серная кислота, цех вышел на проектную производительность. В августе 1963 года завод произвел первые 20 тонн серной кислоты для первоуральского предприятия «Хромпик». Вторая очередь сернокислотного цеха была запущена в апреле 1964 года. В 1963 году были запущены вторая отражательная печь и третий конвертер 
В декабре 1969 году заработал кислородно-компрессорный цех. Был запущен цех по производству 1 миллион тонн двойного гранулированного суперфосфата: 1-я очередь была запущена в декабре 1972 года, 2-я очередь — в декабре 1973 года, 3-я очередь — в декабре 1975 года. Вырос выпуск цинковых концентратов, пятая система сернокислотного производства, уникальный цех по очистке промышленный стоков от мышьяка. На завод пришёл природный газ. B 1978 году завершена реконструкция сернокислотного цеха по схеме «двойное кoнтaктиpoвaниe — двойная абсорбция». Цех стал самым крупным производителем в стране олеума. В 1970-е годы была улучшена транспортная инфраструктура завода: в 1972 году построена новая станция Супер, в 1976—1978 годах построены перегоны Ревда — Новомедная и Комбинатская — Супер. В 1984 году началось строительство печи Ванюкова, которое завершилось её пуском только в 1994 году. На заводе в 1980-е годы работали 3 — печи KC, 2 — отражательных печи, 4 — 80-тoнныx конвертера, началось строительство нового плавильного комплекса c использованием процесса плавки в жидкой ПЖВ-ванне (на 100 тысяч тонн меди в год). Завод увеличил производство товаров народного потребления, усилил работы по утилизации серосодержащих газов, развивал собственную агротехническое производство.
Параллельно со строительством промышленных объектов шло создание социальной инфраструктуры. В 1954 году открылся заводской Дворец культуры.
В постсоветский период
Согласно решению Свердловского областного комитета по управлению государственным имуществом №1040 от 30.12.1992 года завод был акционирован путем преобразования в акционерное общество открытого типа «Среднеуральский медеплавильный завод». В 1996 году прекращен выпуск минеральных удобрений, суперфосфатный цех стал выпускать триполифосфат натрия. В том же году пост директора завода оставил Леонид Смирнов, который занимал его около 20 лет. Его преемник пробыл на этом посту менее полугода. Всего с мая 1996 года по октябрь 1999 года сменились три директора завода. На заводе появились долги по заработной плате, рабочие провели забастовку.

### В составе УГМК
Завод вошел в 2000 году в состав Уральской горно-металлургической компании и его генеральным директором стал А. А. Козицын. 14 июля 2006 года завод посетил губернатор Свердловской области Э. Э. Россель. В 2009 году запущен новый цех серной кислоты, вторая печь Ванюкова, два новых миксера штейна и шлака ёмкостью по 125 тонн, котёл-утилизатор на 21 тонну пара в час. В 2009 году также была проведена реконструкция отделения очистки промстоков с установкой новых пресс-фильтров DIEMME, запущен участок гипсовой схемы очистки. В 2000—2016 годах на предприятии был проведен ряд мероприятий по снижению вредных выбросов в атмосферу. Был запущен новый кислородный цех с установкой КТ-12,5 и Ктд-24, новая электроподстанция 52 МВт, насосная система водооборота. В 2013 году был открыт комплекс очистных сооружений, в том числе очистные сооружения ливневых, дренажных и дебалансных вод. В ноябре 2014 году на заводе введена мини-ТЭЦ мощностью 21,5 МВт с 5 газопоршневыми установками немецкой фирмы MotorenWerkeManheim и генераторами итальянской фирмы Marelli по 4,3 МВт. 
.
В составе УГМК были приняты меры по улучшению охраны завода. Так, с 2000 года началась история питомника служебного собаководства службы безопасности предприятия (зарегистрирован в Российской кинологической федерации в феврале 2002 года). Кроме того, была улучшена социальная инфраструктура (например, в 2005 году после реконструкции открыт заводской санаторий-профилакторий «Жемчужина»).

## Основные характеристики
В структуру СУМЗа входит обогатительная фабрика, медеплавильный цех и цех серной кислоты, а также обслуживающие вспомогательные подразделения. На предприятии работает около 3,5 тыс. человек. Предприятие производит до 150 тысяч тонн черновой меди в год. Медеплавильный цех завода перерабатывает медные концентраты плавкой в печах Ванюкова с последующим конвертированием медных штейнов. Потребителями продукции СУМЗа являются крупнейшие металлургические, химические, горно-обогатительные предприятия России, ближнего и дальнего зарубежья.

## Экологические мероприятия
На предприятие внедрена и сертифицирована система экологического менеджмента согласно стандарту ISO 14001, которая была подтверждена в 2016 году. Также была внедрена система менеджмента качества согласно стандарту ISO 9001 и система управления охраной труда в соответствии со стандартами OHSAS 18001 и ГОСТа 12.0.230, подтверждённые также в 2016 году.
Заводом был разработан проект санитарно-защитной зоны, который был утверждён Постановлением главного государственного санитарного врача РФ № 125 от 17.10.2011 года.
В результате модернизации технологии производства на заводе, на которую было потрачено более 12,5 млрд рублей, были сокращены источники выбросов: демонтированы трубы конверторного отделения медеплавильного цеха и старого сернокислотного производства, три 80-метровые трубы цеха двойного суперфосфата в 2013—2014 годах, 120-метровая санитарная труба сернокислотного цеха, 150-метровая труба медеплавильного цеха в 2012 году. Новая технология производства позволила перерабатывать старолежалые в объёме 500 тысяч тонн шлака и вновь образующие отходы от металлургического производства в объёме до 700 тысяч тонн ежегодно. Были сокращены площади шлакоотвалов.
Предприятие рекультивировало земельной слой в зоне влияния завода в объёме свыше 138 гектаров за 2011—2015 года, так в 2012 году было рекультивировано пиритное хвостохранилище. Ежегодно с 2011 года участвует в акции ООН «Миллиард деревьев», высаживая саженцы деревьев на территории городов Ревда и Первоуральск.
Предприятие проводит водоохранные мероприятия, в том числе восстанавливает биологическое разнообразие в бассейне реки Чусовая, в Мариинском водохранилище и Ревдинском пруду. Так, по Соглашению с Правительством Свердловской области ежегодно с 2011 года выпускает в эти водоёмы молодь рыбы (сиги, стерляди, белого амура, толстолобика, судака) совместно с Уральским филиалом Госрыбцентра. В 2011—2015 годах СУМЗ затратил более 1,5 млрд рублей на водоохранные мероприятия.
На СУМЗе создана собственная экологическая служба, которая мониторит состояние окружающей среды в районе влияния предприятия, используется штатная мобильная эколаборатория с автоматическими газоанализаторами. Инструментальный контроль проводит Екатеринбургский медицинский научный центр Роспотребнадзора, а экологический аудит на предприятии проводит независимая общественная организация «Международной академии наук экологии, безопасности человека и природы» (СОО СО МАНЭБ).
Общее сокращение загрязняющих веществ от проводимых мероприятий позволило в 2016 году достичь уровень в 36 % от предельно допустимого выброса (ПДВ), а в зоне влияния предприятия (в 5 километровой зоне) — 0,03 ПДК сернистого ангидрида, 0,11 ПДК свинца и 0,15 ПДК пыли. Так, с 2001 года общий объём выбросов упал в 19 раз, а выбросы оксида серы в 26 раз. Благодаря чему окружающий завод древостой улучшил свою категорию по наблюдениям специалистов УрО РАН.

## Социальные мероприятия
Баскетбольный клуб «Темп-СУМЗ-УГМК»
Клуб «Темп-СУМЗ» был основан в 1999 году на базе заводской баскетбольной команды и спорткомплекса «Темп».
Храм во имя Архистратига Михаила
Церковь в Ревде была построена ещё в 1835 году, но в 1964 году она была взорвана. В сентябре 2001 года началось строительство Храма во имя Архистратига Михаила, крест на котором был установлен в марте 2008 года. Высота храма (до креста) — 37,6 метра, самый большой колокол весит 1320 килограмм.

## Награды
11 января 1971 года коллектив завода был награждён орденом Трудового Красного Знамени «за досрочное выполнение заданий восьмой пятилетки по выпуску меди и серной кислоты, успешное освоение новых производственных мощностей, высокие технико-экономические показатели».
В 1971 году завод был награждён Почётной грамотой Министерства цветной металлургии и ЦК профсоюза. А также в 1971 году заводу было вручено Красное знамя на вечное хранение Обкомом профсоюза. 
1 февраля 1978 года черновая медь завода получила высшую категорию качества — государственный Знак качества.
В 2009 году завод был награждён «Золотым сертификатом мецената».
В 2014 году завод был награждён дипломом победителя конкурса «ЭкоОтветственность» от Министерства природных ресурсов Свердловской области.
В 2014 году завод стал победителем номинации «Благотворительность» конкурса «Достижение—2014» от Правительства Свердловской области.
В марте 2017 года завод был награждён в номинации «Промышленность и производство» конкурса «Урал — территория зелёного роста» «за экономические инициативы, направленные на снижение негативного воздействия на окружающую среду от медеплавильного и сернокислотного производств в зоне влияния предприятия и городов Ревды и Первоуральска».

## Список директоров завода
Директорами завода в разные годы были:
- Устинов Сергей Платонович (1932—1934);
- Жариков Митрофан Архипович (1935—1936);
- Фельдмахер Лев Михайлович (1936—1937);
- Зoтoв Павел Зиновьевич (1937 — август 1938);
- Никольский Евгений Николаевич (август 1938 — апрель 1941 года);
- Щербак Иван Потапович (май 1943 — сентябрь 1944 года);
- Неустроев Дмитрий Сергеевич (сентябрь 1946 — ноябрь 1947 года)
- Кравцов Дмитрий Савельевич (1947 — февраль 1952 года);
- Леонов Леонид Михайлович (12 февраля 1952 года — 13 сентября 1964 года);
- Саркисов Иосиф Гевандович (сентябрь 1964 — май 1976 года);
- Смирнов Леонид Александрович (май 1976 — май 1996 года);
- Кривоносов Юрий Сергеевич (май — август 1996 года);
- Новиков Никита Варфоломеевич (сентябрь 1996 года — январь 1998 года);
- Назаренко Геннадий Васильевич (май 1998 — октябрь 1999 года);
- Козицын Александр Анатольевич (октябрь 1999 — июль 2002 года);
- Банников Александр Геннадьевич (июль 2002 — октябрь 2010 года);
- Абдулазизов Багир Валерьевич (октябрь 2010 года - по настоящее время).

## Персонал
В разные годы на заводе работали Герои Социалистического труда A.Г. Фeдopищeвa, В. И. Бoльшyxин, П. И. Шyвaлoв.

## Продукция
В 2014 году завод выплавил 6 000 000 тонну черновой меди, а 7 апреля 2016 года была выпущена 5 000 000 тонна серной кислоты.
| Год  | Выпуск черновой меди, в тыс. тонн | Переработка руды (шлаков), в тыс. тонн | Выпуск серной кислоты, в тыс. тонн | Выпуск ксантогената калия, в тыс. тонн | Выпуск двойного суперфосфата, в тыс. тонн | Выпуск триполифосфата, в тыс. тонн |
| ---- | --------------------------------- | -------------------------------------- | ---------------------------------- | -------------------------------------- | ----------------------------------------- | ---------------------------------- |
| 1940 | 5,48                              | 1091,0                                 |                                    | 1,23                                   |                                           |                                    |
| 1945 | 9,96                              | 828,85                                 |                                    | 0,34                                   |                                           |                                    |
| 1950 | 14,28                             | 940,25                                 |                                    | 3,46                                   |                                           |                                    |
| 1955 | 30,9                              | 2469,68                                |                                    | 7,04                                   |                                           |                                    |
| 1960 | 40,48                             | 2485,54                                |                                    | 7,04                                   |                                           |                                    |
| 1965 | 67,55                             | 2657,54                                | 230,16                             | 9,13                                   |                                           |                                    |
| 1970 | 110,1                             | 2675,48                                | 418,79                             | 8,46                                   |                                           |                                    |
| 1975 | 127,0                             | 2644,26                                | 703,57                             | 9,14                                   | 215,53                                    |                                    |
| 1980 | 123,46                            | 2231,98                                | 789,01                             | 9,85                                   | 374,07                                    |                                    |
| 1985 | 132,44                            | 1307,33                                | 781,53                             | 9,21                                   | 432,89                                    |                                    |
| 1990 | 130,71                            | 912,17                                 | 765,32                             | 9,41                                   | 465,92                                    |                                    |
| 1995 | 57,29                             | 441,0                                  | 321,65                             | 5,95                                   | 0                                         |                                    |
| 2000 | 103,06                            | 895,49                                 | 412,71                             | 5,3                                    | 6,65                                      | 36,0                               |